# Vendegies-sur-Écaillon
Vendegies-sur-Écaillon és un municipi francès, situat a la regió dels Alts de França, al departament del Nord. L'any 2006 tenia 1.071 habitants. Limita al nord amb Quérénaing, al nord-est amb Artres i Sepmeries, a l'est amb Bermerain, al sud-est amb Saint-Martin-sur-Écaillon, al sud-oest amb Haussy i a l'oest amb Sommaing.

## Demografia
| 1962                                       | 1968 | 1975 | 1982 | 1990  | 1999  | 2006  |
| ------------------------------------------ | ---- | ---- | ---- | ----- | ----- | ----- |
| 814                                        | 813  | 802  | 911  | 1.006 | 1.029 | 1.071 |
| Des de 1962: població sense dobles comptes |      |      |      |       |       |       |

## Administració
| Període | Identitat        | Partit |
| ------- | ---------------- | ------ |
| 2001-   | Michel Wallerand |        |